# Prolasius convexus
Prolasius convexus är en myrart som beskrevs av Mcareavey 1947. Prolasius convexus ingår i släktet Prolasius och familjen myror. Inga underarter finns listade i Catalogue of Life.